# Stacja meteorologiczna (legenda)

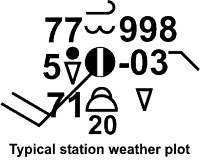
Schematyczny opis pomiarów na stacji meteorologicznej używany na mapach synoptycznych w USA

Stacja meteorologiczna (standardowy model stacji meteorologicznej) – graficzne przedstawienie pomiarów ze stacji meteorologicznej umieszczane na mapach pogody, morskich faksymilowych ostrzeżeniach meteorologicznych itp.
Stacja meteorologiczna ilustruje pomiary wykonywane przez fizyczne stacje meteorologiczne a także wyniki z modeli numerycznych, opisane w postaci graficznej i numerycznej na mapach synoptycznych. Pod koniec 20 wieku wyniki były nanoszone ręcznie. Obecnie (2006) coraz częściej model stacji jest drukowany na mapie komputerowo. Należy zwrócić uwagę na jednostki temperatury, widzialności i podstawy chmur, które mogą się zmieniać w różnych krajach (w USA nadal używana jest temperatura w °F i widzialność w milach). Wielokrotnie na mapach synoptycznych naniesiony jest uproszczony model stacji. Jest tak dla stacji automatycznych, w których nie ma pomiaru elementów pewnych pogodowych, a czasami także dla stacji opisywanych wynikami prognoz numerycznych. Dane meteorologiczne używane na mapach synoptycznych zbierane są przez światową sieć meteorologiczną za pomocą depesz, m.in. SYNOP, METAR i inne. 
| Symbol | Opis |
| ------ | --- |
|        | W górnym lewym rogu. TTT temperatura powietrza w °C z dokładnością do 0,1 °C. Temperatura ujemna jest poprzedzona znakiem "-". Na mapach w USA często temperatura jest w stopniach °F (np tutaj 77 °F) |
|        | TdTdTd temperatura punktu rosy w °C z dokładnością do 0,1 °C, przedstawiana tak jak temperatura powietrza. Na mapach USA temperatura punktu rosy jest oznaczana w °F |
|        | PPP ciśnienie atmosferyczne w hPa (1 hPa = 1 mb). Podane są dziesiątki, jednostki i części dziesiętne. Setki, tysiące i przecinki są pominięte. Np. 213 oznacza 1021,3, 875 oznacza 987,5 (pierwsza liczba 9 lub 10 jest opuszczona) |
|        | pp wartość tendencji ciśnienia w [hPa] za ostatnie 3 godziny z dokładnością do 0,1 hPa. Przecinki są pominięte, "+" oznacza wzrost ciśnienia, "-" oznacza spadek ciśnienia, "a" charakterystyka tendencji ciśnienia atmosferycznego w ciągu trzech godzin poprzedzających obserwację. Opis symboli – patrz tendencja ciśnienia (meteorologia)                                                            |
|        | W drugim rzędzie po lewej. VV widzialność w kierunku poziomym w km lub (w USA) milach |
|        | Po prawej od widzialności. ww pogoda bieżąca (stacje automatyczne nie przekazują tej informacji). Jest 95 symboli określających bieżącą pogodę. Patrz symbole pogody |
|        | w1 najważniejsze zdarzenie pogodowe w ostatnich 6 godzinach. Patrz symbole pogody (mapa) |
|        | W środku zaznaczone są chmury. CH chmury piętra wysokiego, rodzajów Cirrus, Cirrocumulus, Cirrostratus; CM chmury piętra średniego, rodzajów Altocumulus, Altostratus, Nimbostratus; CL chmury piętra niskiego, rodzajów Stratocumulus, Stratus, Cumulus, Cumulonimbus. Liczba poniżej symbolu chmury opisuje wysokość podstawy chmur nad powierzchnią ziemi (w metrach × 100 lub (USA) w stopach × 100) |
|        | Środkowe kółko. N wielkość zachmurzenia ogólnego w oktantach (1/8 do 8/8); patrz zachmurzenie |
|        | Prędkość i kierunek wiatru. W tym przypadku wiatr o prędkości 10 m/s wieje z południowego zachodu. Patrz wiatr |